# Ophioceres marginata
Ophioceres marginata är en ormstjärneart som beskrevs av Fell 1953. Ophioceres marginata ingår i släktet Ophioceres och familjen Ophiolepididae. Inga underarter finns listade i Catalogue of Life.